# 瑞安·克里斯蒂
瑞安·克里斯蒂（英語：Ryan Christie；1995年2月22日—）是一位蘇格蘭足球運動員。在場上的位置是中場。現效力於英超球隊般尼茅夫，蘇格蘭足球代表隊成員。

## 生平
瑞安的父親查理·克里斯蒂也是一位職業球員。他出身自因弗內斯的青訓系統。他在2015年轉會凱爾特人。他也曾是蘇格蘭國青隊的一員。
2021年8月31日，克里斯蒂加盟般尼茅夫，合同为期三年。

## 外部連結
- Soccerway資料庫：瑞安·克里斯蒂
- 足球数据库：瑞安·克里斯蒂的球员统计数据